# حسن ترابوف
حسن ستار أوغلو ترابوف (بالأذربيجانية: Həsən Səttar oğlu Turabov) - هو ممثل مسرحي وسينمائي أذربيجاني، لُقِّب بفنان الشعب في جمهورية أذربيجان الاشتراكية السوفيتية (1982)، وهو حائز على «جائزة الاتحاد السوفيتي الحكومية» في 1946، وحائز على جائزة حكومية في جمهورية أذربيجان الاشتراكية السوفيتية (1972)، وعلى جائزة «شهرة»، نائب في مجلس السوفيت الأعلى.

## حياته
ولد حسن ترابوف في مدينة باكو، في24 مارس، عام 1938.
بعد تخرجه من المدرسة الثانوية، دخل حسن إلى معهد أذربيجان للفنون وتخرج من المعهد على التخصص التمثيل، في عام 1960.
منذ تلك السنة، بدأ حسن ترابوف إلى نشاته التمثيل في مسرح الدراما الأكاديمي الحكومي أذربيجاني، وعمل فيها حتى نهاية عمره.
بين 1987-2001، عمل كمدير المسرح والمدير الفني في المسرح.
توفي حسن ترابوف في باكو في عام 2003.

## مشواره المهني في المسرح
تم اختياره بالأسلوب النفسي الغنائي، من السنوات الأولى من مشواره المهني، كما لعب أدواراً رائدة في أعمال المسرحيين الأذربيجانيين والعالميين.
و لعب أدواره مع ممثلين الشهير - عادل إسكانداروف، ميهدي ممادوف، إسماعيل أوصمانلي، إسماعيل داغيستانلي، أغا صديق جاريبيلي والعديد من الفنانين الآخرين.
من بين أدواره التي يخلقها على المسرح هي "واحد"، أذر"، "حامليت"، "ليونيل"، "إسكاندار"، "خيام".

## مشواره المهني في السينما
قام حسن ترابوف بعمل صور مثيرة للاهتمام لا تنسى في بعض الأفلام الروائية، بما في ذلك الأفلام التلفزيونية.
صورته «جاراي باي» من فيلم «أريد سبعة أولاد» وصورة «أفشين» من فيلم "باباك" هي واحدة من أفضل أدواره التي لا تنسى.

## جوائزه
- فنان الشعب ألاذربيجاني (1982)
- جائزة الدولة في أذربيجان الاشتراكية السوفيتية
- وسام «شهرة» (أذربيجان) (1972)

## روابط خارجية
- حسن ترابوف على موقع IMDb (الإنجليزية)
- حسن ترابوف على موقع قاعدة بيانات الفيلم (الإنجليزية)
- حسن ترابوف على موقع قاعدة بيانات الفيلم (الإنجليزية)